# Govisümber
L'aïmag de Govisümber (mongol bitchig : ᠭᠣᠪᠢᠰᠦᠮᠪᠦᠷ
ᠠᠶᠢᠮᠠᠭ, mongol cyrillique : Говьсүмбэр аймаг, ISO 9 : Govisümber aimag) est une des 21 provinces de Mongolie. Elle est située au sud-ouest du pays. Sa capitale est Choyr.

## Subdivisions administratives

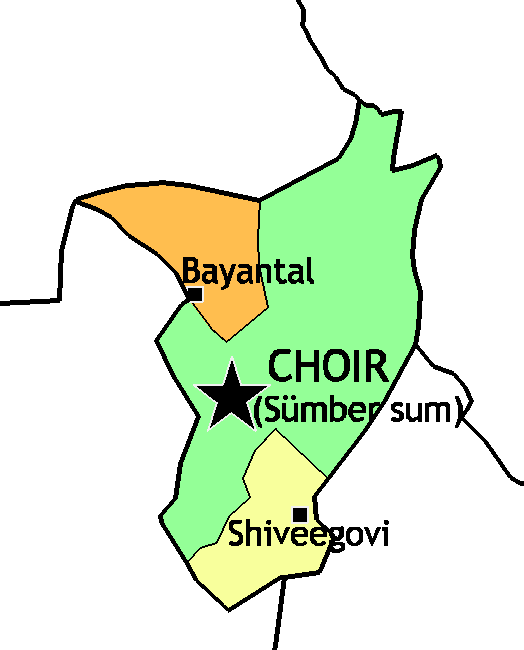
Carte administrative.

- Bayantal
- Shibeegovĭ
- Sümber